# Parco nazionale Khao Phra Wihan
Il Parco nazionale Khao Phra Wihan (Thai: อุทยานแห่งชาติเขาพระวิหาร) è un sito storico-naturalistico che si trova nella Provincia di Sisaket, in Thailandia (dista 98km dalla stessa Sisaket), a ridosso del confine con la Cambogia. Questa ne rivendica la sovranità. Il parco contiene rovine dell'Impero Khmer risalenti all'XI secolo.

## Contesto geopolitico
Sorge sui Monti Dângrêk ed è vicino al tempio Preah Vihear. Questo si trova al di là del confine, in Cambogia, ed è tutt'oggi conteso dalla Thailandia, nonostante la Corte internazionale di giustizia l'abbia definitivamente assegnata alla Cambogia nel 1962. La disputa si è riaccesa nel 2008, assumendo sfumature talvolta critiche, con l'annessione del tempio alla lista dei beni protetti dall'UNESCO. Nel 2011, dopo 41 vittime, l'ONU ha dovuto chiedere ad entrambi gli eserciti di sgombrare parco e tempio. Alcune parti sono ancora oggi minate.
Dipendentemente dalla qualità dei rapporti politici tra Thailandia e Cambogia del momento, è possibile visitare entrambi i siti, e cioè sconfinare, senza bisogno del visto.

## Cosa vedere
- Cascata Namtok e Tham Khun Sri
- Cascata Namtok Phu La-Ō (น้ำตกภูละออ)
- Rovine Khmer Don Tuan
- Stupa gemelli